# Emre Akbaba
Emre Akbaba (Montfermeil, 1992. október 4. –) török válogatott labdarúgó, az Adana Demirspor játékosa. Emre Franciaországban született török szülők gyermekeként. 

## A válogatottban

### Válogatott gólok
| #  | Dátum                | Ellenfél   | Eredmény | Kiírás                            | Esemény    |
| -- | -------------------- | ---------- | -------- | --------------------------------- | ---------- |
| 1. | 2017. november 13.   | Albánia    | 2 – 3    | Barátságos mérkőzés               | 60' 60'    |
| 2. | 2018. szeptember 10. | Svédország | 3 – 2    | 2018–2019-es UEFA Nemzetek Ligája | 62' 88;92' |

## Sikerei, díjai
Galatasaray
- Süper Lig: 2018–2019
- Türkiye Kupası:  2018–2019
- Süper Kupa: 2019